# Mali Cirnik
Mali Cirnik je naselje v Občini Brežice. Je edino naselje v občini brez stalnih prebivalcev (stanje leta 2024).
Odročna hribovska vas, ki se prvič omenja že leta 1249, leži na vzhodu Gorjancev ob meji s Hrvaško. Naselje z danes porušenimi poslopji se nahaja na slemenu gozdne krčevine. Do njega pelje 6 km dolga makadamska gozdna cesta iz vasi Cirnik. Danes je aktivna zgolj ena hišna številka, Mali Cirnik 3, ki je lovski dom Lovske družine Čatež ob Savi. V dolini povsem na jugu na slovensko-hrvaški meji se nahaja mejni prehod Mali Cirnik–Stojdraga. Priročni krajevni leksikon Slovenije iz leta 1996 še navaja eno naseljeno kmetijo (hišna številka 1). O vasi govori knjiga leposlovnih zgodovinskih pripovedi Zvezde nad Cirnikom, ki jo je napisal čateški župnik Jože Pacek (COBISS).

## Galerija
- Opuščena kmečka hiša (hišna številka 1)
- Travnik na vrhu slemena
- Izvir s črpalko
- Mejni prehod Mali Cirnik–Stojdraga (Hrvaška)